# José Dolhem
 José Dolhem  va ser un pilot de curses automobilístiques francès que va arribar a disputar curses de Fórmula 1.
Va néixer el 26 d'abril del 1944 a París, França i va morir el 16 d'abril del 1988 en un accident aeri a Saint-Etienne, França.

## A la F1
José Dolhem va debutar a la novena cursa de la temporada 1974 (la 25a temporada de la història) del campionat del món de la Fórmula 1, disputant el 7 de juliol del 1974 el GP de França al circuit de Dijon-Prenois.
Va participar en un total de tres curses, totes disputades dins la temporada 1974, no finalitzant cap cursa i no assolí cap punt pel campionat del món de pilots.

## Resultats a la Fórmula 1
| Any  | Equip        | Xassís  | Motor    | 1   | 2   | 3   | 4   | 5   | 6   | 7   | 8   | 9       | 10  | 11  | 12  | 13      | 14  | 15      | Posició | Punts |
| ---- | ------------ | ------- | -------- | --- | --- | --- | --- | --- | --- | --- | --- | ------- | --- | --- | --- | ------- | --- | ------- | ------- | ----- |
| 1974 | Team Surtees | Surtees | Cosworth | ARG | BRA | SUD | ESP | BEL | MON | SUE | HOL | FRA NVQ | GBR | ALE | AUT | ITA NVQ | CAN | USA Ret | -       | 0     |

### Resum
| Curses: | Victòries: | Pòdiums: | Poles: | Voltes ràpides: | Punts: |
| ------- | ---------- | -------- | ------ | --------------- | ------ |
| 3       | 0          | 0        | 0      | 0               | 0      |